# Macrodes cynaralis
Macrodes cynaralis là một loài bướm đêm trong họ Noctuidae.